# 段鋹
段鋹（?—?），明朝中期起事领袖，霸州人。

## 生平
正德年间，段鋹从霸州逃至山东峄县（今山东省枣庄市峄城区），聚众反明，改名赵可兴，年号大順平定，地方官率兵将他捕获，不久伏诛。

## 年号
段鋹的年号为大順平定，年份不詳。李兆洛《紀元編》认为平定是年号，大順是国号，鍾淵映《歷代建元考》、榮孟源《中國歷史紀年》認為是建國號大順，改元平定，羅振玉《校增紀元編》作「平定」、「大順」兩個年號。